# Rotor (Kunstverein)
Der Kunstverein Rotor – Zentrum für zeitgenössische Kunst (Eigenschreibweise < rotor >) wurde im Jahr 1999 in Graz von den Kuratoren Margarethe Makovec und Anton Lederer gegründet. Der Fokus des Vereins liegt auf gegenwärtiger Kunst, die sich mit sozialen, soziopolitischen, ökologischen sowie ökonomischen Fragen auseinandersetzt.

## Schwerpunkte
Makovec und Lederer kuratieren themengebundene, nicht-kommerzielle Ausstellungen sowohl in den Rotor-Räumlichkeiten in Graz als auch im Rahmen von Kulturfestivals, wie z. B. bei den Wiener Festwochen oder dem steirischen Herbst, und im öffentlichen Raum. Im Rahmen von Gruppenausstellungen und Projekten vergibt der Kunstverein Rotor immer wieder auch Werkaufträge an Künstlerinnen und Künstler.
Ein inhaltlicher Schwerpunkt des Kunstvereins Rotor liegt auf zeitgenössischem Kunstschaffen in Mittel- und Südosteuropa. Im Austausch mit Partnerinstitutionen in diesen Ländern war der Kunstverein bereits an mehreren EU-geförderten Projekten als Teilnehmer bzw. Koordinator beteiligt. Zudem wickelt Rotor im Auftrag der Republik Österreich künstlerische Austausch- und Artist-in-Residence-Programme in Mittel- und Südosteuropa ab.
Seit der Übersiedelung der Ausstellungsräume in den kulturell durchmischten Grazer Stadtteil Lend im Jahr 2007 engagiert sich der Kunstverein Rotor vermehrt auch in der lokalen Kulturvermittlung sowie in der Vernetzung lokaler Kunstschaffender, so zum Beispiel im Nachbarschaftsprojekt „Annenviertel“ und in der Vereinigung CRK+ gemeinsam mit Camera Austria und dem Grazer Kunstverein.
Für seine Aktivitäten wurde der Kunstverein Rotor mehrfach ausgezeichnet.

## Ausstellungen (Auswahl)
- 2013 Maßnahmen zur Rettung der Welt: Ausstellungsserie in fünf Teilen, unter Beteiligung von Lucia Dellefant, Christian Eisenberger, Tue Greenfort, Marjetica Potrč, Ivan Moudov und vielen anderen
- 2015 Blind Spots: Gruppenausstellung im Rahmen der OFF-Biennale Budapest, unter Beteiligung von Ovidiu Anton, Lörinc Borsos, Anna Witt und Hannes Zebedin
- 2016 Haus der offenen Tore: Kunstintervention im Rahmen des „steirischen herbst“[3]
- 2018 Archipelago. Inseln des unvorhersehbaren Denkens: Gruppenausstellung im Rahmen der Reihe „Into the City“ der Wiener Festwochen, unter Beteiligung von Iris Andraschek, Hubert Lobnig, Lisl Ponger, Marlene Hausegger, Aldo Giannotti und vielen anderen
- 2018–2019 Guerilla der Aufklärung: Ausstellungsserie in vier Teilen, unter Beteiligung von Amoako Boafo, Manaf Halbouni, Martin Krenn, Selma Selman, Marinella Senatore und vielen anderen.
- 2019–2020 Alphabet des anarchistischen Amateurs: Künstlerische Positionen zu Herbert Müller-Guttenbrunn, unter Beteiligung von G.R.A.M., Delaine Le Bas, Damian Le Bas, The Blue Noses Group, Mladen Stilinović, Arne Rautenberg und vielen anderen.
- 2021–2022 Wesen & Kreaturen. Ausstellungsserie in vier Teilen, unter Beteiligung von Robert Gabris, Mikael Vogel, Ernst Koslitsch, Nana Mandl & Karl Karner, Edith Payer, Katrin Plavčak, Margo Sarkisova, Susanne Wenger und vielen anderen.
- 2024: EX-SITU - Künstlerische Positionen zu bedrohter Biodiversität und dem Zusammenleben der Spezies im Nationalmuseum von Bosnien und Herzegowina, Sarajevo (Bosnien-Herzegowina) Anita Fuchs, Ernst Koslitsch, Lala Raščić, Oliver Ressler, Driant Zeneli und vielen anderen[4]

## Kunst im öffentlichen Raum
- 2003 Real*Utopia: 15 Kunstwerke im Grazer Stadtteil Gries, realisiert im Rahmen von Graz 2003 – Kulturhauptstadt Europas
- 2009–2011 Annenviertel! Die Kunst des urbanen Handelns realisiert in Kooperation mit der Stadtbaudirektion Graz, dem steirischen herbst und vielen anderen Projektpartnern.
- 2020–2021 Die Schule des Wir – Ein Kunst- und Kulturprojekt zu Konvivialität. Von der Nachbarschaft des Annenviertels in Graz zum Planeten Erde im Rahmen von Kulturjahr Graz 2020[5]

Projekte in Kooperation mit dem Institut für Kunst im öffentlichen Raum Steiermark und dem steirischen Dachverband der offenen Jugendarbeit:
- 2008–2010 Freizeichen
- 2014–2015 Nice Places
- 2016–2017 Was geht

## Projekte (Auswahl)

### EU-Projekte
Rotor war Koordinator bei folgenden Projekten im Rahmen des Programms „Kultur“ der damaligen Generaldirektion Bildung und Kultur der Europäischen Union:
- 2007–2009: Land of Human Rights. Projektpartner waren unter anderem riesa efau – Motorenhalle (Dresden), Trafó Gallery (Budapest), Galerija Škuc (Ljubljana), g - mk – Galerija Miroslav Kraljevic (Zagreb)
- 2009–2011: The Art of Urban Intervention / Die Kunst des urbanen Handelns Projektpartner waren unter anderem die Jan-Evangelista-Purkyně-Universität Ústí nad Labem, BLOK – Local Base for Cultural Refreshment (Zagreb), The Blue House Foundation (Amsterdam), das Institute of Contemporary Art (Sofia) und NABA – New Academy of Fine Arts (Mailand).

Rotor war österreichischer Partner bei folgenden Projekten, die im Rahmen des Programms Kreatives Europa KULTUR der Europäische Union|Europäischen Union umgesetzt wurden:
- 2019–2021: Eastern Sugar[6], geleitet von der Kunsthalle Bratislava und der Slowakischen Nationalgalerie; Projektpartner waren unter anderem Centre for Contemporary Art FUTURA (Prag), Schafhof – Europäisches Künstlerhaus Oberbayern (Freising), La Box gallery of the Ecole Nationale Supérieure d’Art (Bourges), T-TUDOK Inc., Centre for Knowledge Management and Educational Research (Budapest). Assoziierte Partner waren Kunsthalle Bratislava und Muzeum Sztuki w Łodzi.
- 2023–2025: Art Space Unlimited, geleitet von tranzit.cz (Prag), Projektpartner waren OFF-Biennale Budapest, La Escocesa (Barcelona), Shtatëmbëdhjetë / Foundation 17 (Prishtina).

### Artist-in-Residence- bzw. Austauschprogramme
Im Auftrag der Sektion Kultur des Bundesministeriums für europäische und internationale Angelegenheiten hat der Kunstverein Rotor bisher folgende Austauschprogramme geleitet und durchgeführt:
- 2011–2013: Black Sea Calling in Kooperation mit 15 Partnerinstitutionen in der Schwarzmeer-Region und in Österreich[7]
- 2014–2016: Westbalkan Calling in Kooperation mit 12 Partnerinstitutionen am Balkan und in Österreich[8]
- 2018–2019: Central & East Europe Calling in Kooperation mit 14 Partnerinstitutionen in Zentral- und Osteuropa und in Österreich[9]

### Bilaterale Kooperationen
In Zusammenarbeit mit internationalen Partnerorganisationen wurden u. a. folgende Projekte entwickelt:
- 2012: Seid realistisch, fordert das Unmögliche in Kooperation mit verschiedenen Einrichtungen in Sarajevo (Bosnien-Herzegowina): OBALA Meeting Point, Akademie der bildenden Künste Sarajevo, Art kino Kriterion, Galerija Java, Sarajevski Ratni Teatar (SARTR), Delikatesna radnja.
- 2017: Nechte to Zemi / Leave it in the Ground in Kooperation mit dem Ústí nad Labem House of Arts (Tschechische Republik)
- 2019–2021: I Do Not Feel Free to Do What I Want in Kooperation mit dem Kunstmuseum Charkiw (Ukraine)
- 2023–2025: Wie eine offene Tür, die uns dahin führt, wo hinzugehen wir niemals eingewilligt hätten in Kooperation mit NOS Visual Arts Production, Bologna (Italien)

### Ukrainehilfe
Seit 2022: Office Ukraine – Support for Ukrainian Artists, Unterstützungsprojekt in Zusammenarbeit mit tranzit.at (Wien) und Künstler*innenhaus Büchsenhausen (Innsbruck) und dem Bundesministerium für Kunst, Kultur, öffentlichen Dienst und Sport

## Preise und Auszeichnungen
- 2002: Österreichischer Würdigungspreis für grenzüberschreitende Kulturarbeit[11]
- 2010: Hanns-Koren-Kulturpreis des Landes Steiermark
- 2011: Bank Austria Kunstpreis – Kategorie International[12]
- 2017: Outstanding Artist Award des österreichischen Bundeskanzleramts in der Kategorie „Innovative Kulturarbeit“[13]

## Publikationen (Auswahl)
- Margarethe Makovec, Anton Lederer (Hrsg.): Kunst & Alphabet des anarchistischen Amateurs, Verlag für moderne Kunst, Wien, 2021, ISBN 978-3-903796-56-0.
- Margarethe Makovec, Anton Lederer (Hrsg.): Guerilla der Aufklärung, Verlag für moderne Kunst, Wien, 2020, ISBN 978-3-903320-94-9.
- Margarethe Makovec, Anton Lederer (Hrsg.): Haus der offenen Tore, rotor, Graz 2019.
- Judith Laister, Margarethe Makovec, Anton Lederer (Hrsg.): Die Kunst des urbanen Handelns / The Art of Urban Intervention, Löcker Verlag, Wien 2014, ISBN 978-3-85409-702-0.
- Florian Arlt, Margarethe Makovec, Anton Lederer (Hrsg.): Freizeichen. Künstlerische Interventionen im Kontext jugendlicher Lebenswelten, Archiv der Jugendkulturen Verlag, Graz 2012, ISBN 978-3-943774-08-5.
- Laila Huber, Judith Laister, Anton Lederer, Margarethe Makovec, Oliver Ressler (Hrsg.): Land of Human Rights. Reader, Revolver Publishing, Berlin 2009, ISBN 978-3-86895-029-8.